# Párincsa
Párincsa (Parincea) település, községközpont Romániában, Moldvában, Bákó megyében.

## Fekvése
A Răcătău patak völgyében, Bákótól délnyugatra fekvő település.

## Története
A falu lakossága valamikor a 18. század végén települt ide Erdélyből és Bukovinából.
Párincsa a 19. század végére már vásáros hely és járási székhely volt.
A lakosság a mezőgazdálkodás mellett főleg fuvarozással, fafeldolgozással, csöbörkészítéssel, valamint szabósággal és szűcsmesterséggel is foglalkozott.
A 2002. évi népszámláláskor 3872 lakosa volt.